# Clistoabdominalis beneficiens
Clistoabdominalis beneficiens är en tvåvingeart som först beskrevs av Perkins 1905.  Clistoabdominalis beneficiens ingår i släktet Clistoabdominalis och familjen ögonflugor. Inga underarter finns listade i Catalogue of Life.